# Джакометти, Паоло
Па́оло Джакоме́тти (1816—1882) — итальянский писатель и драматург.
Паоло Джакометти изучал в Реальной коллегии, в Генуе, юриспруденцию. В возрасте 20 лет добился первого успеха, поставив на сцене свою драму «Розильда». Вынужденный был по материальным обстоятельствам оставить учёбу и полностью посвятить себя литературной деятельности. Написал более 120 драматических произведений, многие из которых с успехом шли на итальянской сцене. Заключая контракты со странствующими театральными труппами, писатель был вынужден на протяжении многих лет вести беспокойный, «кочевнический» образ жизни, переезжая вместе с актёрами с места на место — что отразилось на его здоровье.
Джакометти писал также драмы для великой итальянской актрисы Аделаиды Ристори. С 1854 года Джакометти живёт и работает в небольшом городке Гаццуоло близ Мантуи. Начиная с 1859 года в Милане выходит восьмитомное собрание сочинений Джакометти.
На сюжет пьесы Джакометти «Юдифь» русский композитор А. Н. Серов сочинил одноименную оперу (1863).
В 1882 году он вернулся в Гаццуоло, чтобы осмотреть деревню, где провел счастливые моменты. Он умирает там 31 августа того же года. Он похоронен в Генуе на монументальном кладбище Стальено. 
Всего он написал 120 пьес, некоторые из которых до сих пор не опубликованы. 

## Избранные трагедии
- «Елизавета, королева Англии» (1853)
- «Лукреция Дэвидсон» (1854)
- «Торквадо Тассо» (1855)
- «Мария Антуанетта» (1870)
- «Софокл» (1860)

## Избранные комедии
- «Поэт и балерина»
- «Четыре госпожи в одном доме»
- «Хозяйка» (1850)
- «Физиогномист» (1850)